# Les Petits Génies
Les Petits Génies (Whiz Kids) est une série télévisée américaine en 18 épisodes de 47 minutes, créée par Philip DeGuere et Bob Shayne, et diffusée entre le 5 octobre 1983 et le 2 juin 1984 sur le réseau CBS.
En France, elle est diffusée du 1er avril au 24 juin 1984  dans le cadre de l'émission Dimanche Martin sur Antenne 2. Au Québec à partir du 3 juin 1985 sur le réseau TVA.

## Synopsis
Cette série met en scène un groupe d'adolescents passionnés d'informatique qui jouent les détectives amateurs dans la banlieue de Los Angeles. La série est inspirée à l'époque par le succès cinématographique du film Wargames ainsi que par la popularité croissante des micro-ordinateurs et de leur programmation.

## Distribution
- Matthew Laborteaux (VF : Éric Legrand) : Richie Adler
- Todd Porter (en) (VF : Thierry Bourdon) : Hamilton Parker
- Jeffrey Jacquet (VF : Jackie Berger) : Jeremy Saldino
- Andrea Elson (VF : Céline Monsarrat) : Alice Tyler
- A Martinez (VF : Marc François) : Lieutenant Neal Quinn
- Max Gail (en) (VF : Jacques Ebner) : Llewellen Farley Jr.
- Madelyn Cain (VF : Claude Chantal) : Irene Adler
- Melanie Gaffin (VF : Sophie Réal) : Cheryl Adler
- Linda Scruggs (VF : Catherine Lafond) : Mlle Vance

## Invités
- Douglas Dirkson (VF : René Bériard) : Osgood
- Michael Horton (VF : José Luccioni) : Henry Gallagher
- James Whitmore Jr. (VF : Mario Santini) : Fed
- Jonathan Banks (VF : Yves-Marie Maurin) : Dr Tellwin
- David Ackroyd (VF : Jean Roche) : David Kerns
- Mabel King (VF : Michèle Bardollet) : Velma Sherry
- Joanna Kerns : Cassie Sutter
- Richard Anderson (VF : Jacques Deschamps) : Ted Raychurth
- Gary Frank (VF : Marc François) : Carl Fletcher
- Greg Mullavey : Irwin Sanders
- Jameson Parker (VF : Guy Chapellier) : A.J. Simon
- Tricia O'Neil (VF : Claude Chantal) : Kathy Fairgate
- Michael Young (VF : Yves-Marie Maurin) : Le sénateur Boyd
- James Luisi : Hicks
- Vonetta McGee : Caroline
- Daryl Anderson (VF : Jean Roche) : Harvey
- Robbie Rist (VF : Claude Chantal) : Kathy Fairgate
- Jed Mills (VF : Yves-Marie Maurin) : Carl
- Robbie Rist : Chip
- Jackie Earle Haley (VF : José Luccioni) : Harlan
- Guy Stockwell (VF : Albert Augier) : Digby
- April Clough (VF : Claude Chantal) : Polly
- Anthony James (VF : Claude Rollet) : Brasnik
- Allan Miller (en) (VF : Jean Roche) : Le capitaine Huntley
- Marjoe Gortner (VF : Daniel Gall) : Bobby Lee Janz
- Richard Minchenberg (VF : Vincent Grass) : North
- Sal Viscuso (VF : Mario Santini) : Julius
- Scott Stevensen (VF : Yves-Marie Maurin) : Humphrey
- Warwick Sims (VF : Guy Chapellier) : Dennis Wright
- Christopher Stone (VF : Vincent Grass) : Mark Travers
- Jeannie Wilson (VF : Claude Chantal) : Jeanne
- John Pleshette (VF : Jean-Louis Maury) : Ronald Chapman
- Gerrit Graham (VF : Jean-Louis Maury) : Jerry Bingers
- Belinda Montgomery : Judy Hubbard
- David Groh (VF : Daniel Gall) : Devon Sinclair
- Eddie Barth (VF : Mario Santini) : Gregg
- Howard George (VF : Albert Augier) : Thomasino
- Kay Lenz (VF : Claude Chantal) : Helen Langton
- William Boyett (VF : Jacques Ferrière) : Mel Sanders
- David Hooks : Waltondale
- Eugene Robert Glazer (VF : Marc François) : le lieutenant Kaster
- Joe Estevez (VF : José Luccioni) : L'assistant du procureur Meeks
- Zelda Rubinstein : Mme Zerleena
- June Lockhart (VF : Perrette Pradier) : Mme Butterfield
- Alma Martinez (VF : Catherine Lafond) : Rosario / Isabel Riviera
- Dan O'Herlihy : Carson Marsh
- Sylvia Sidney : Dolly
- Elisha Cook Jr. : Sid
- Whitman Mayo (VF : Michel Gatineau) : Teddy
- Kenneth Mars (VF : Jacques Deschamps) : Elwood Sellers

## Production

### Musique
- La musique de la série est réorchestrée par le compositeur Paul Chihara.
- L'œuvre originale (Concerto) date de 1785 et a été composée par Wolfgang Amadeus Mozart : Allegro Maestoso du Concerto pour piano no 21 (Fichier Midi libre de droits, de la pièce concernée : Concerto pour piano no 21 / Allegro, KV 467 en 3 mouvements).
- Dans les épisodes, il n'était pas rare d'entendre le 2e mouvement andante de ce concerto : Concerto pour piano no 21 / Andante.

### Fiche technique
Sauf indication contraire, les informations mentionnées dans cette section peuvent être confirmées par la base de données cinématographiques IMDb,  présente dans la section « Liens externes ».
- Titre original : Whiz Kids
- Titre français : Les Petits Génies
- Création : Philip DeGuere et Bob Shayne
- Casting : Melvin Johnson, Mary Petterson et Ron Stephenson
- Réalisation : Corey Allen, Dennis Donnelly, Georg Fenady, Hollingsworth Morse, Barry Crane, Michael Hamilton, Bernard L. Kowalski, Vincent McEveety, John Newland, James Sheldon, Max Gail, Alf Kjellin et Lawrence Levy
- Scénario : Philip DeGuere Jr, Bob Shayne, James Crocker, Paul A. Magistretti, Joe Gannon, Lynn Barker, Andrew Guerdat, Steve Kreinberg, Craig Buck, Don Buday, Tim Maschler et Jack Laird
- Musique : Paul Chihara ; J.A.C. Redford, Ian Underwood et David Bell
- Direction artistique : Richard B. Lewis, John Beckman, Bruce Crone et John W. Corso
- Costumes : Al Lehman
- Photographie : Robert Caramico, Charles W. Short, Fred J. Koenekamp, Michael P. Joyce et Vincent A. Martinelli
- Montage : George Ohanian, Ellen Ring Jacobson, Jack Gleason, Sam Vitale, William Stark et William Neel
- Production : Bob Shayne, James Crocker, Joe Gannon et Craig Buck

Production déléguée : Philip DeGuere Jr
- Société de production : Universal Television
- Sociétés de distribution : CBS (États-Unis) ; Antenne 2 (France), TVA (Québec)
- Pays d'origine :  États-Unis
- Langue originale : anglais
- Format : couleur
- Genre : aventure
- Nombre de saisons : 1
- Nombre d'épisodes : 18
- Durée : 47 minutes
- Dates de première diffusion :
  - États-Unis : 5 octobre 1983 sur CBS
  - France : 1er avril 1984 sur Antenne 2
  - Québec : 3 juin 1985 sur TVA

## Épisodes
Les épisodes sans titre français sont inédits en France et n'ont par conséquent jamais été doublés :
1. Programme meurtre (Programmed For Murder)
2. Erreur fatale (Fatal Error)
3. Un programme de trop (Deadly Access)
4. Candidat au meurtre (Candidate for Murder)
5. Un ordinateur de trop (A Chip Off the Old Block)
6. Attaque à main armée (Airwave Anarchy)
7. Le Retour de l'idole (Return of the Big Rocker)
8. Profit sans risque (The Wrong Mr. Wright)
9. Brouillage (Red Star Rising)
10. Titre français inconnu (The Network)
11. Attention ! (Watch Out!)
12. Enigma (Amen to Amen-Re)
13. Agence de placement (Maid in the USA)
14. Lollipop (The Lollypop Gang Strikes Back)
15. Titre français inconnu (The Sufi Project)
16. Titre français inconnu (Father's Day)
17. Titre français inconnu (Altaira)
18. Titre français inconnu (May I Take Your Order Please?)

## Personnages
Richie AdlerC'est le personnage principal. Il a 17 ans pendant le tournage. Il vit dans un quartier résidentiel de Los Angeles, avec sa mère, Irène Adler, divorcée de son mari (ingénieur conseil dans plusieurs compagnies pétrolières), et Cheryl Adler, sa petite sœur. C'est ce qu'on peut appeler un petit génie de l'informatique. Grâce à RALF, l'ordinateur qui est un cadeau de son père, il va déjouer tout un tas d'arnaques.
Hamilton ParkerL'athlétique de la bande. Il a 15 ans pendant le tournage. Il vit avec ses parents et son frère que l'on voit à plusieurs reprises.
Jeremy SaldinoLe fonceur du groupe. Il a 15 ans pendant le tournage. C'est le plus énigmatique de la bande. On ne sait pas grand-chose sur sa famille.
Llewellen « Lew » Farley JrLe complice de la bande des quatre. Il est reporter à la Gazette de Los Angeles. Il fait également partie des proches de la famille Adler.
Alice TylerElle représente le côté calme et réservé. Elle a 14 ans pendant le tournage. Elle vit avec son père et est secrètement amoureuse de Richie.
Lieutenant Neal QuinnLe beau-frère de Lew, il est lieutenant dans la police de Los Angeles. Il fait partie des adultes incrédules et ignorants dans le domaine de l'informatique. C'est un réfractaire à tout type d'évolution technologique.

## Anecdotes
- Le producteur Philip DeGuere a également réalisé la série Super Jaimie en 1976, coproduit la série Les Têtes brûlées en 1976, produit le téléfilm Docteur Strange et La Cinquième Dimension.
- L'épisode 3, Un programme de trop est un croisement (cross-over) avec la série Simon & Simon du même producteur. Le lendemain aux USA, l'épisode S3E05 Fly the Alibi de Simon & Simon conclut l'histoire.
- La série (diffusée à partir d'octobre 1983 aux USA) est le digne prolongement du film produit par John Badham : Wargames (sorti en juin 1983 aux USA), où le rôle de Matthew Broderick est en rapport avec celui de Matthew Laborteaux.

## DVD
La série est sortie en coffret DVD le 5 octobre 2016 chez Elephant Films.
Seuls les épisodes diffusés en France sont présents.
Sur les 18 épisodes il manque 5 épisodes dans le coffret, les épisodes 10, 15, 16, 17, et 18 sont absents de ce coffret.
Les épisodes 8, 9 et 11 sont disponibles uniquement en version française.
La série n'est jamais sortie en DVD aux USA, ni sur aucune plateforme de streaming, de sorte que les DVD français sont la source de la meilleure qualité pour cette série pour le grand public.